# Pfarrkirche Aichkirchen

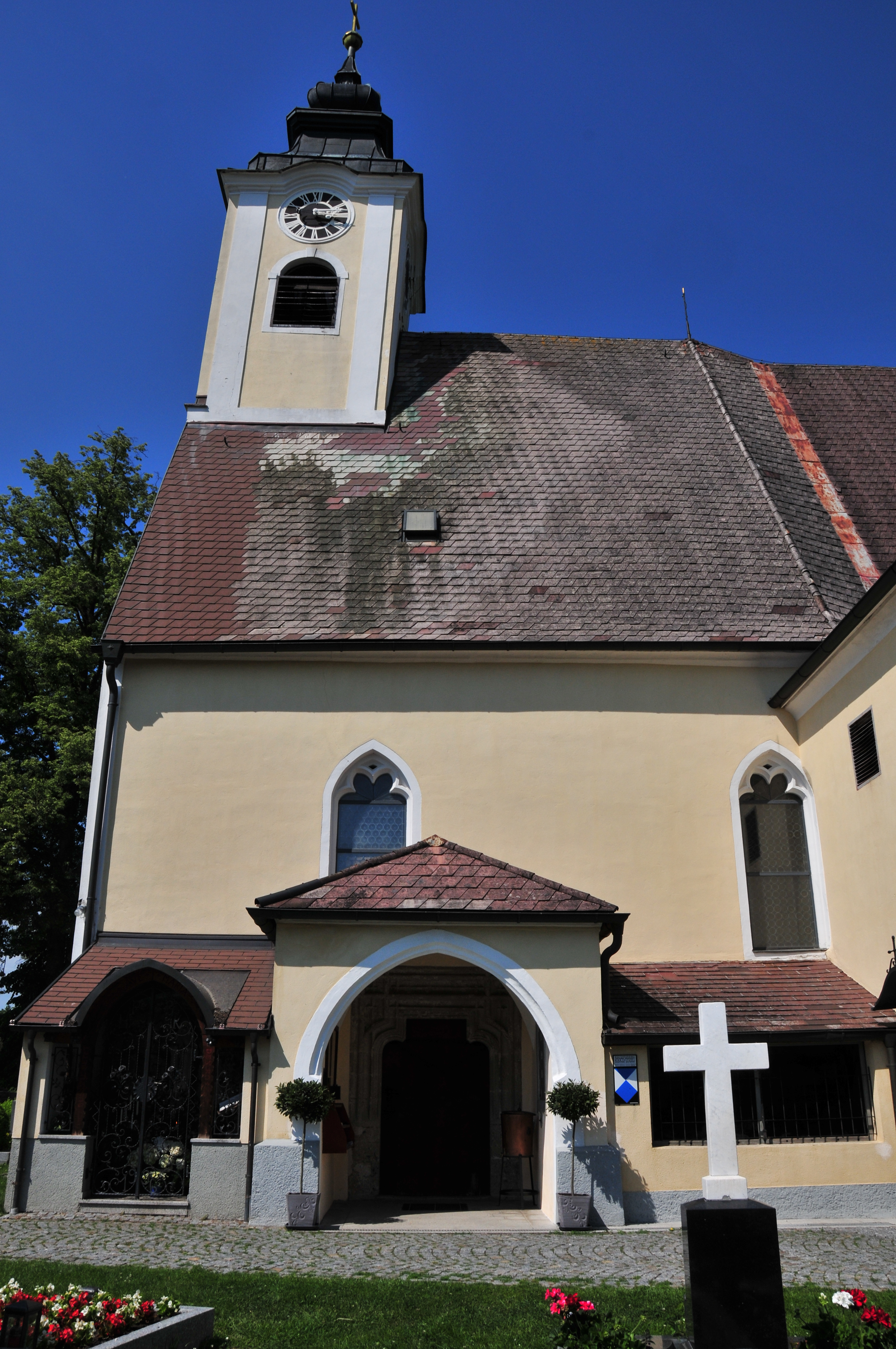
Kath. Pfarrkirche Hll. Peter und Paul in Aichkirchen

Die römisch-katholische Pfarrkirche Aichkirchen steht im Ort Aichkirchen in der Gemeinde Aichkirchen im Bezirk Wels-Land in Oberösterreich. Die den Heiligen Peter und Paul geweihte Kirche gehört zum Dekanat Gaspoltshofen in der Diözese Linz. Die Kirche und der Friedhof stehen unter Denkmalschutz.

## Geschichte
Eine Kirche wurde 1136 urkundlich genannt.

## Architektur
Der kleine spätgotische Kirchenbau hat ein einschiffiges dreieinhalbjochiges Langhaus mit einem Netzrippengewölbe mit einer Verschiebung des Rippengefüges in gegenständige Dreiecksjoche. Der eingezogene zweijochige netzrippengewölbte Chor, auch gegenständig, schließt mit einem Dreiachtelschluss. Die dreiachsige Westempore hat ein Kreuzgratgewölbe. Das bemerkenswerte Südportal aus dem Anfang des 16. Jahrhunderts hat einen gotischen Vorbau. Das Sakristeiportal hat ein Stabwerk. Der Dachreiter im Westen ist spätbarock. 

## Ausstattung
Die Einrichtung ist neugotisch. Die spätgotische Marienstatue am Hochaltar ist aus dem Ende des 15. Jahrhunderts. Im Chor gibt es die Statuen Peter, Paul, Wolfgang und Leopold um 1694. Es gibt eine barocke Figurengruppe Ölberg.